# Forza impulsiva
Una forza impulsiva è una forza che agisce per un lasso di tempo molto breve (tipicamente dell'ordine del ms).
Il carattere impulsivo di una forza è la caratteristica fondamentale degli urti: durante un urto, per esempio tra due biglie d'acciaio, le forze interne che governano l'interazione delle biglie sono sempre di molti ordini di grandezza più intense delle forze esterne, quali ad esempio la forza gravitazionale. Questa grande differenza di intensità permette di trascurare le forze esterne e considerare il sistema come se fosse isolato (permettendo, tra l'altro di utilizzare la conservazione della quantità di moto).
Per la loro stessa natura l'intensità massima delle forze impulsive risulta essere molto alta e difficilmente se ne può determinare con precisione l'andamento nel tempo. Per studiare fenomeni in cui agiscano forze di questo genere torna utile il teorema dell'impulso.
Esempi di forze impulsive sono la forza cui è soggetta una pallina durante il rimbalzo a terra, quella esercitata da un martello, le forze che si sviluppano durante un'esplosione, etc.

## Esempio
Consideriamo per esempio il caso di una palla da tennis regolamentare, di massa m = 58 g e diametro d = 65 mm che cada per terra da una quota h = 2 m e rimbalzi in modo perfettamente elastico, ritornando verso l'alto. Orientiamo l'asse di riferimento verticale verso l'alto: le velocità dirette verso l'alto sono positive, quelle dirette verso il suolo sono negative.
Nell'istante t0 = 0 in cui avviene il contatto tra il suolo e la palla, essa ha acquisito una velocità v0 pari a
{\displaystyle v_{0}={\sqrt {2g\left(h-{\frac {d}{2}}\right)}}\simeq 6.21\,\mathrm {\frac {m}{s}} ;}
la velocità media del centro di massa della palla durante la compressione può essere approssimata con:
{\displaystyle {\bar {v}}\approx {\frac {0+v_{0}}{2}}\simeq 3.11\,\mathrm {\frac {m}{s}} .}
Supponiamo che la palla si schiacci durante l'urto fino ad accorciarsi di un quarto del suo diametro originale, cioè di una lunghezza {\displaystyle \eta =0.25d=16.25\,\mathrm {mm} }; possiamo quindi stimare il tempo di contatto tra palla e suolo (compressione ed espansione fino a tornare alla forma geometrica  iniziale) come:
{\displaystyle \tau =2{\frac {\eta }{\bar {v}}}\simeq 0.010\,\mathrm {s} }
Dal teorema dell'impulso, possiamo calcolare la forza media che agisce sulla pallina utilizzando la media integrale:
{\displaystyle \Delta q=q(t_{0}+\tau )-q(t_{0})=2m|v_{0}|\simeq 0.7205\,\mathrm {\frac {kg\cdot m}{s}} }
{\displaystyle {\bar {F}}={\frac {1}{\tau }}\int _{0}^{\tau }F\,\mathrm {d} t={\frac {\Delta q}{\tau }}\simeq 72.05\,\mathrm {N} }
È evidente che tale forza è di molti ordini di grandezza superiore alle forze esterne in quel momento agenti sulla palla: la forza di gravità vale infatti solo:
{\displaystyle F_{g}=mg\simeq 0.57\,\mathrm {N} }
da cui:
{\displaystyle {\frac {\bar {F}}{F_{g}}}\simeq 1.26\cdot 10^{2}}
cioè la forza impulsiva è più di due ordini di grandezza più intensa della forza di gravità. Questo permette di trascurare durante l'urto la forza gravitazionale e considerare il sistema palla+parete un sistema isolato.
Da notare che per fornire la stima del modulo della forza agente durante l'urto non abbiamo avuto bisogno della conoscenza dettagliata della dinamica della deformazione. Naturalmente avendo a disposizione una relazione esplicita della forza in funzione della compressione si sarebbe potuto integrare le equazioni del moto direttamente dal secondo principio della dinamica nella forma {\displaystyle {\ddot {x}}=f(x)/m}, che rappresenta un'equazione lineare del secondo ordine a coefficienti costanti.